# Manuel Clouthier Carrillo
Manuel Jesús Clouthier Carrillo (Culiacán, Sinaloa; 24 de agosto de 1961) es un político mexicano, Es ingeniero industrial y de sistemas por el Instituto Tecnológico y de Estudios Superiores de Monterrey. Es empresario de los giros inmobiliario, agropecuario y medios de comunicación. Es hijo del fallecido político Manuel Clouthier, candidato a la presidencia en las elecciones federales de México de 1988.
Secretario del Consejo del Centro Empresarial de Sinaloa, Presidente fundador de Jóvenes Empresarios de Coparmex, Sinaloa (1984).
Formó parte del Grupo San Ángel en 1994, integrado por intelectuales, líderes sociales, legisladores y ciudadanos apartidistas de México. Fue un foro de discusión que buscaba ofrecer propuestas para un avance al camino hacia la democracia.
De 1995 a 2007 se desempeñó como director general de los periódicos Noroeste en Sinaloa. En marzo de 2009 dejó la presidencia del Consejo del Grupo Editorial Noroeste.
Fue diputado federal en la LXI Legislatura (2009-2012), misma en la que participó como secretario de la Comisión de Vigilancia de la Auditoría Superior de la Federación, integrante de las Comisiones de Educación, Especial de la Familia y Seguimiento a agresiones a Periodistas y Medios de Comunicación.
El día 6 de marzo de 2012, solicitó licencia al cargo de diputado federal y el 15 de marzo presentó solicitud ante el Consejo General del Instituto Federal Electoral para participar como candidato independiente a la presidencia de México para el período constitucional 2012-2018.
Contendió como candidato a diputado federal en el 2015, convirtiéndose en el primer candidato independiente en ganar una diputación federal, al obtener el 42.3% de los votos.

## Salida del PAN
Militó en el partido hasta 1990, tras la traición de sus miembros a su padre y a Cuauhtémoc Cárdenas Solórzano del PRD, para desconocer al electo candidato presidente, Carlos Salinas de Gortari, por lo que aseguró que el partido había perdido su esencia de ideología, y sus principios de fundación, también que el partido se alió al entonces considerado partido único en el país, el Partido Revolucionario Institucional, para subir a la silla presidencial en el año 2000. Lo que muchos panistas y priistas consideran como teoría de conspiración.

## Actualidad
El viernes 22 de junio de 2012 camino a la ciudad de Mazatlán con motivo de su gira de campaña presidencial independiente, recibió invitación de parte del candidato a la presidencia de la República del Movimiento Regeneración Nacional Andrés Manuel López Obrador para fungir como contralor ciudadano anticorrupción, misma que en rueda de prensa del mismo día respondió aceptando dicha invitación.